# SuperLiga (Nordamerika) 2008
Die zweite SuperLiga fand 2008 in den USA statt. Vom 12. Juli bis zum Finale am 5. August trafen Mannschaften aus den Vereinigten Staaten und Mexiko aufeinander. Den Titel errang New England Revolution.

## Teilnehmer
Aus der Major League Soccer qualifizierten sich die besten vier Mannschaften aus der Regular Season 2007:
- D.C. United (Supporter’s Shield Gewinner)
- CD Chivas USA (2. Platz)
- Houston Dynamo (3. Platz)
- New England Revolution (4. Platz)

Aus der Primera División de México qualifizierten sich folgende vier Mannschaften:
- CF Atlante (2007 Apertura Champion)
- UNAM Pumas (2007 Apertura Finalist)
- Deportivo Guadalajara (2006 Apertura Champion)
- CF Pachuca (2007 Clausura Champion und Titelverteidiger)

## Turnierverlauf 2008

### Gruppenphase

#### Gruppe A
| Pl. | Verein                | Sp. | S | U | N | Tore    | Diff. | Punkte |
| --- | --------------------- | --- | - | - | - | ------- | ----- | ------ |
| 1.  | Houston Dynamo        | 3   | 2 | 0 | 1 | 007:200 | +5    | 06     |
| 2.  | CF Atlante            | 3   | 2 | 0 | 1 | 005:600 | −1    | 06     |
| 3.  | Deportivo Guadalajara | 3   | 2 | 0 | 1 | 003:300 | ±0    | 06     |
| 4.  | D.C. United           | 3   | 0 | 0 | 3 | 004:800 | −4    | 0      |

#### Gruppe B
| Pl. | Verein                 | Sp. | S | U | N | Tore    | Diff. | Punkte |
| --- | ---------------------- | --- | - | - | - | ------- | ----- | ------ |
| 1.  | New England Revolution | 3   | 2 | 1 | 0 | 003:100 | +2    | 07     |
| 2.  | Pachuca                | 3   | 1 | 1 | 1 | 003:300 | ±0    | 04     |
| 3.  | Chivas USA             | 3   | 1 | 1 | 1 | 003:300 | ±0    | 04     |
| 4.  | Santos Laguna          | 3   | 0 | 1 | 2 | 001:300 | −2    | 01     |

### Halbfinale
| Datum         |                        | Ergebnis |            | Ort                                          |
| ------------- | ---------------------- | -------- | ---------- | -------------------------------------------- |
| 29. Juli 2008 | Houston Dynamo         | 2:0      | CF Pachuca | Robertson Stadium, Houston                   |
| 30. Juli 2008 | New England Revolution | 1:0      | CF Atlante | Gillette Stadium, Foxborough (Massachusetts) |

### Finale
| Datum          |                        | Ergebnis              |                | Ort                                          |
| -------------- | ---------------------- | --------------------- | -------------- | -------------------------------------------- |
| 5. August 2008 | New England Revolution | 2:2 n. V. (6:5 i. E.) | Houston Dynamo | Gillette Stadium, Foxborough (Massachusetts) |

## Torschützenliste
| Platz | Spieler               | Mannschaft             | Tore |
| ----- | --------------------- | ---------------------- | ---- |
| 1     | Stuart Holden         | Houston Dynamo         | 3    |
| 1     | Ante Razov            | CD Chivas USA          | 3    |
| 1     | Shalrie Joseph        | New England Revolution | 3    |
| 4     | Omar Arellano Riverón | CD Guadalajara         | 2    |
| 4     | Bobby Boswell         | Houston Dynamo         | 2    |
| 4     | Francis Doe           | D.C. United            | 2    |
| 4     | Luciano Emilio        | D.C. United            | 2    |
| 4     | Luis Gabriel Rey      | CF Atlante             | 2    |
| 4     | Corey Ashe            | Houston Dynamo         | 2    |